# Camerlengo

Camerlengons vapen.

Camerlengo (italienska ’kammarherre’) syftar på den kardinal som har fått uppdraget att vara Romersk-katolska kyrkans kammarherre. 
Vid en påves bortgång eller abdikation tar camerlengon tillfälligt över Heliga Stolens administration.

## Camerlenghi under 1900- och 2000-talet
- Luigi Oreglia di Santo Stefano: 1885–1913
- Francesco Salesio Della Volpe: 1914–1916
- Pietro Gasparri: 1916–1934
- Eugenio Pacelli: 1935–1939
- Lorenzo Lauri: 1939–1941
- Vakant: 1941–1958
- Benedetto Aloisi Masella: 1958–1970
- Jean-Marie Villot: 1970–1979
- Paolo Bertoli: 1979–1985
- Sebastiano Baggio: 1985–1993
- Eduardo Martínez Somalo: 1993–2007
- Tarcisio Bertone: 2007–2014
- Jean-Louis Tauran: 2014–2018
- Kevin Farrell: 2019–